# ری سونگ-هوی
ری سونگ-هوی (انگلیسی: Ri Song-hui؛ زادهٔ ۳ دسامبر ۱۹۷۸) وزنه‌بردار زن اهل کره شمالی بود.
وی در مسابقات کشوری و بین‌المللی در مجموع برندهٔ ۲ مدال طلا، ۶ مدال نقره شده‌است.